# Каломири, Крино
Крино Каломири (греч. Κρινώ Καλομοίρη; 7 декабря 1913 — 17 октября 1982) — греческая пианистка и музыкальный педагог. Дочь композитора Манолиса Каломириса.
Училась в Национальной консерватории у своего отца, затем в Сиене у Альфредо Казеллы и в Париже у Ива Ната и Ивонны Лефебюр. Концертировала в Берлине, Бухаресте, Риме, в том числе с фортепианным концертом своего отца (который позднее, в 1953 г., записала, вместе с отцом в качестве дирижёра). В 1940—1945 гг. жила в Париже, вместе со своим вторым мужем Жаном Сеайем (фр. Jean Séailles; 1915—2010) активно участвовала в Движении Сопротивления. В 1950 г. вернулась в Грецию, продолжая при этом гастролировать в различных странах Западной Европы. После смерти своего отца возглавила Национальную консерваторию и руководила ею до конца жизни.